# Vinzelberg
Vinzelberg este o comună din landul Saxonia-Anhalt, Germania.